# Amskroud
Amskroud est une commune rurale de la préfecture d'Agadir Ida-Outanane, dans la région de Souss-Massa, au Maroc. Elle ne dispose pas de centre urbain mais son chef-lieu est un village du même nom.

## Géographie
Située à 25 km à l'est d'Agadir, sur la route nationale 11 et l'autoroute A3, la superficie de la commune d'Amskroud s'étend sur 177 km² dont 60% sous forme de montagnes, alors que les 40% restante est sous forme de plaines.

## Historique
La création de la commune d'Amskroud a lieu en 1992, dans le cadre d'un découpage territoriale qu'a connu le royaume. La commune se trouvait dans le caïdat de Ksima Mesguina, relevant du cercle d'Inezgane.

## Démographie
Elle a connu, de 2004 à 2014 (années des derniers recensements), une baisse de population, passant de 10 020 à 9 351 habitants,.
|      | Population totale | Ménages | Population urbaine | Population rurale | Étrangers |
| 1994 | 9 482             | 1 388   | 0                  | 9 482             | 0         |
| 2004 | 10 020            | 1 687   | 0                  | 10 020            | 0         |
| 2014 | 9 351             | 2 031   | 0                  | 9 351             | 1         |

## Administration et politique
La commune rurale d'Amskroud est le chef-lieu du caïdat portant le même nom, lui-même situé au sein du cercle d'Agadir-Banlieue.
Amskroud dispose d'un centre de santé communal avec accouchement dans son chef-lieu et de deux dispensaires ruraux dans les douars de Sidi Boushab et Tamait Oufella.